# Rien que des fous
Rien que des fous (titre original : La compagnia dei matti) est un film italien muet réalisé par Mario Almirante et sorti en 1928. 
C'est l'un des premiers rôles au cinéma de l'acteur Vittorio De Sica.

## Synopsis
Un jeune homme prématurément décédé lègue son argent à ses compagnons de sortie afin qu'ils puissent poursuivre leur vie insouciante. En vieillissant, ils s'aperçoivent qu'ils n'ont d'autre possibilité que de continuer à mener une vie dissolue.

## Fiche technique
- Titre original : La compagnia dei matti
- Réalisation : Mario Almirante
- Scénario : Camillo Bruto Bonzi d'après la pièce de Gino Rocca
- Photographie : Massimo Terzano - Noir et blanc, format : 1,33 : 1
- Film muet
- Production : S.A. Stefano Pittaluga
- Durée : 135 minutes
- Pays de production :  Royaume d'Italie
- Date de sortie : 3 novembre 1928

## Distribution
- Vasco Creti : Momi Tamerlan
- Carlo Tedeschi : Bortolo Cioci
- Alex Bernard : Piero Scavezza
- Elena Lunda : Irma Tamerlan
- Lili Migliore : Ginetta
- Cellio Bucchi : Conte Bardonazzi
- Vittorio De Sica : Professeur Rosolillo
- Giuseppe Brignone : Siora